# Paterno d'Ancona
Paterno is een plaats (frazione) in de Italiaanse gemeente Ancona.

## Voetnoten
1. ↑  censimento ISTAT